# Municipio José Rafael Revenga
El Municipio José Rafael Revenga es uno de los 18 municipios que forman parte del Estado Aragua, Venezuela. Tiene una superficie de 192 km² y una población de 56.604 habitantes (censo 2011). Su capital es El Consejo. Debe su nombre al jurista José Rafael Revenga, Ministro de Relaciones Exteriores y embajador de la Gran Colombia en la Gran Bretaña (1822) y secretario privado del Libertador Simón Bolívar, cuando este viajó a Caracas en 1827.

## Economía
La agricultura es una de las principales actividades económicas, el proceso de industrialización ha ocupado amplios espacios, originalmente destinados al cultivo de la caña de azúcar, que sirve de insumo básico para las fábricas de ron y centrales azucareros del área inmediata. Esta población presenta como sus principales atractivos turísticos el Casco Central, donde se encuentra ubicada la Casa de la Cultura Poeta "Pedro Rafael Buznega", donde se desarrollan diversas actividades en favor de la conservación del folklor autóctono, la Iglesia de Nuestra Señora del Buen Consejo, ubicada en la Plaza Bolívar y la Casa Parroquial en la Plaza Miranda.
Sin duda alguna la Hacienda Santa Teresa es quizás el principal atractivo turístico del municipio, es muy conocida por los Chaguaramos y los recorridos que se realizan por las bodegas donde se añeja el ron en barricas, además del paseo en tren. Es un lugar privado, en su interior posee Campo de Golf, Restaurant Gourmet, área para practicar el Paint-Ball, entre otros.

## Límites
Al norte limita con el Municipio Tovar, al sur con el Municipio José Félix Ribas, al este con el Municipio Santos Michelena y el Estado Miranda y por el oeste con Municipio José Félix Ribas.

## Política y gobierno

### Alcaldes
| Período     | Alcalde            | Partido político / Alianza | % de votos | Notas |
| ----------- | ------------------ | -------------------------- | ---------- | --- |
| 1995 - 2000 | Julio Bracho       | AD                         | -          | Primer alcalde bajo elecciones directas (se realizaron elecciones generales adelantadas en el 2000 debido a la aprobación de la Constitución de 1999) |
| 2000 - 2000 | Juan Pablo Perdomo | PR                         | 40,01      | Segundo alcalde bajo elecciones directas |
| 2004 - 2008 | Juan Pablo Perdomo | PRR                        | 49,28      | Reelecto |
| 2008 - 2013 | Francisco Martínez | PSUV                       | 60,18      | Tercer alcalde bajo elecciones directas (se postergan 1 año las elecciones municipales pautadas para finales del 2012)                                |
| 2013 - 2017 | Magaly Figuera     | PSUV                       | 55,47      | Cuarto alcalde bajo elecciones directas |
| 2017 - 2021 | Daniel Perdomo     | PSUV                       | 80,48      | Quinto alcalde bajo elecciones directas |
| 2021 - 2025 | Daniel Perdomo     | PSUV                       | 46,45      | Reelecto |

### Concejo Municipal
Período 1995 - 2000
| Concejales           | Partido político / Alianza |
| -------------------- | -------------------------- |
| Judith Caruci        | AD                         |
| Rafael Duran         | AD                         |
| Jose Gregorio Blanco | AD                         |
| Carlos Girón         | MAS                        |
| Valentin Burgos      | MAS                        |
| Elizabeth Aldazoro   | COPEI                      |
| Magaly Romero        | MIN                        |

Período 2000 - 2005
| Concejales           | Partido político / Alianza |
| -------------------- | -------------------------- |
| Leancy Tovar         | PR                         |
| Lourdes de Liendo    | PR                         |
| Ramón Pino           | PR                         |
| Nelson Suarez        | MVR                        |
| Elpidio Gonzalez     | MVR                        |
| David Burgos         | MAS                        |
| Jose Gregorio Blanco | AD                         |

Período 2005 - 2013
| Concejales         | Partido político / Alianza |
| ------------------ | -------------------------- |
| José Romero        | MVR                        |
| Efigenio Crespo    | MVR                        |
| Francisco Martinez | MVR                        |
| Maria Escalona     | MVR                        |
| Rafael Gonzalez    | PRR                        |
| Oswaldo Cuarta     | PRR                        |
| Liliana Moreno     | PRR                        |

Período 2013 - 2018
| Concejales      | Partido político / Alianza |
| --------------- | -------------------------- |
| Glami Rebolledo | PSUV                       |
| Carlos Morales  | PSUV                       |
| Mauro González  | PSUV                       |
| Hector González | PSUV                       |
| Jesus Escalona  | PSUV                       |
| Edgar Rodríguez | PSUV                       |
| Betty Vera      | PSUV                       |

Período 2018 - 2021
| Concejales     | Partido político / Alianza |
| -------------- | -------------------------- |
| Jhonny Alarcón | PSUV                       |
| Deisy Carmona  | PSUV                       |
| Erick Acosta   | PSUV                       |
| Carlos Morales | PSUV                       |
| Hilda Graterol | PSUV                       |
| Carmen Blanco  | PSUV                       |
| José Valera    | PSUV                       |

Período 2021 - 2025
| Concejales:     | Partido político / Alianza |
| --------------- | -------------------------- |
| Jhonny Alarcón  | PSUV                       |
| Llerica Peralta | PSUV                       |
| Carlos Morales  | PSUV                       |
| Zuleima Márquez | PSUV                       |
| Hector Bogado   | PSUV                       |
| Hector Gil      | MUD                        |
| Ramon Rojas     | MUD                        |

- Lista de municipios de Venezuela